# 57 Cancri
57 Cancri è una stella binaria di magnitudine 5,42 situata nella costellazione del Cancro. Dista 365 anni luce dal sistema solare.

## Osservazione
Si tratta di una stella situata nell'emisfero celeste boreale. La sua posizione moderatamente boreale fa sì che questa stella sia osservabile specialmente dall'emisfero nord, in cui si mostra alta nel cielo nella fascia temperata; dall'emisfero australe la sua osservazione risulta invece più penalizzata, specialmente al di fuori della sua fascia tropicale. La sua magnitudine pari a 5,4 fa sì che possa essere scorta solo con un cielo sufficientemente libero dagli effetti dell'inquinamento luminoso.
Il periodo migliore per la sua osservazione nel cielo serale ricade nei mesi compresi fra dicembre e maggio; nell'emisfero nord è visibile anche all'inizio dell'estate, grazie alla declinazione boreale della stella, mentre nell'emisfero sud può essere osservata limitatamente durante i mesi della tarda estate australe.

## Caratteristiche fisiche
La stella principale del sistema è una gigante gialla, mentre la secondaria è una stella tipo spettrale K; le due componenti hanno rispettivamente una magnitudine di 6,09 e 6,37 e sono separate tra loro di 1,5 secondi d'arco. Possiede una magnitudine assoluta di 0,17 e la sua velocità radiale positiva indica che la stella si sta allontanando dal sistema solare.